# 1900 (film)
1900 (it. Novecento) er en ca. 5 timer lang film fra 1976 af den italienske instruktør Bernardo Bertolucci.
Ideologisk inspireret af bl.a. den marxistiske teoretiker Antonio Gramsci skildrer filmen Italiens sociale, politiske og økonomiske udvikling i det 20. århundredes første halvdel. Vi følger de to hovedpersoner, Olmo og Alfredo, to drenge født samme dag og på det samme gods, den ene i en daglejerfamilie, den anden som sønnesøn af godsejeren.
Olmo og Alfredo som voksne spilles af Gérard Depardieu hhv. Robert de Niro. I andre store roller ses bl.a. Burt Lancaster og Donald Sutherland.

## Medvirkende
- Robert De Niro
- Gérard Depardieu
- Dominique Sanda
- Donald Sutherland
- Burt Lancaster
- Francesca Bertini
- Laura Betti
- Werner Bruhns
- Stefania Casini
- Sterling Hayden
- Anna Henkel
- Ellen Schwiers
- Alida Valli
- Romolo Valli
- Stephania Sandrelli